# Эренбург, Лев Борисович
Ле́в Бори́сович Э́ренбург (род. 10 ноября 1953, Сталинск, Кемеровская область, РСФСР) — российский театральный деятель, режиссёр и художественный руководитель «Небольшого драматического театра» (Санкт-Петербург).

## Биография
Родился и вырос в Кузбассе. После окончания средней школы в Новосибирске, уехал учиться в Томск, где получил первое профессиональное образование, окончив в 1977 году филологический факультет знаменитого Томского государственного университета. Здесь Лев Эренбург учился на одном курсе с будущим известным томским писателем Владимиром Костиным, жил в общежитии № 4 на пр. Ленина, 49. Именно с его участием в университете зарождался прославленный Литературно-художественный театр ТГУ, который был создан в 1973 году также на базе филологического факультета. В дальнейшем получил медицинское образование (врач-стоматолог). Однако основным делом жизни предпочёл выбрать искусство.
Своё самосовершенствование и развитие творческих компетенций продолжил, окончив в 1980 году актёрское отделение Новосибирского театрального училища; затем с красным дипломом окончил ЛГИТМиК, курс Г. А. Товстоногова, по специализации режиссура драмы (1987).
Стажировался и преподавал актёрское мастерство на курсе у А. И. Кацмана (1987—1989). Сотрудничал с московской «Студией под руководством Евгения Арье» (в дальнейшем — театр «Гешер»); с Финским театром драмы (Петрозаводск), где выпустил актёрско-режиссёрский курс (1992). С 1994 года преподавал в филиале «Интерстудио» СПбГАТИ, где в 1999 году выпустил курс, на основе которого был создан авторский Небольшой драматический театр. Работал актёром Новосибирского ТЮЗа, Читинского театра драмы. Снимался в нескольких российских картинах (в том числе — «Война» А. Балабанова). Преподавал актёрское мастерство в Балтийском институте иностранных языков (БИИЯМС); проводит мастер-классы в Пражском институте театра (Чехия); как режиссёр сотрудничает с МХТ им. А. П. Чехова. В настоящее время является руководителем режиссерско-актёрского отделения в РГИСИ.
Лев Эренбург — дважды номинант Высшей национальной театральной премии «Золотая маска»: 2006 года, как режиссёр спектакля «На дне» петербургского Небольшого драматического театра и 2007 года, как режиссёр спектакля «Гроза» Магнитогорского драматического театра им. А. С. Пушкина.

## Награды
- Медаль ордена «За заслуги перед Отечеством» II степени (30 марта 2020 года) — за большой вклад в развитие отечественной культуры и искусства, многолетнюю плодотворную деятельность[2].

## Примечание
1. ↑  Ныне — Новосибирский государственный театральный институт Архивная копия от 21 октября 2013 на Wayback Machine.
2. ↑  Указ Президента Российской Федерации от 30 марта 2020 года № 230 «О награждении государственными наградами Российской Федерации». Дата обращения: 30 марта 2020. Архивировано 1 апреля 2020 года.